# Подкраева
Подкраева (на сръбски: Подкрајева) е село в Босна и Херцеговина, разположено в община Соколац, в ентитета на Република Сръбска. Населението му според преброяването през 2013 г. е 12 души, от тях: 12 (100 %) сърби.

## Население
Численост на населението според преброяванията през годините:
- 1961 – 53 души
- 1971 – 29 души
- 1981 – 30 души
- 1991 – 17 души
- 2013 – 12 души